# Mark Flood
Mark Flood, född 29 september 1984, är en kanadensisk professionell ishockeyspelare som spelar för HK Lada Toljatti i KHL. Han har tidigare representerat Winnipeg Jets och New York Islanders i NHL.
Flood draftades i sjätte rundan i 2003 års draft av Montreal Canadiens som 188:e spelare totalt.